# لوبومير ليفتشيف
لوبومير سبيريدونوف ليفتشيف (بالبلغارية: Любомир Спиридонов Левчев) شاعر وكاتب بلغاري. عضو الأكاديمية الأوروبية في باريس، الفائز بجائزة الإكليل الذهبي الشعرية في سنة 2010.
ولد في 29 أبريل 1935 في ترويان [الإنجليزية] في بلغاريا. بدأ بكتابة الشعر باكراً. صدر أول كتاب له «النجوم لي» في سنة 1957. تخرج من كلية الفلسفة والتاريخ في جامعة صوفيا، ثم عمل محرراً ورئيس تحرير جريدة ليتيراتورين فرونت (الجبهة الأدبية).
شغل منصب النائب الأول لوزير ثقافة جمهورية بلغاريا الشعبية بين 1975 و1979، ثم رئيس اتحاد كتاب بلغاريا بين 1979 و1989.

## روابط خارجية
- لوبومير ليفتشيف على موقع IMDb (الإنجليزية)